# Tecnologia de Virtualização Intel
A Tecnologia de Virtualização Intel (Intel VT), de nome de código Vanderpool é um método no qual sistemas operacionais baseados na plataforma x86 são executados sob outro sistema operacional x86 hospedeiro, com pouca ou nenhuma modificação do sistema hóspede. Seu funcionamento é semelhante a uma máquina virtual, mas implementada em hardware. Não deve ser confundido com hyper-threading,ou multitarefa.

Na multitarefa, existe um único sistema operacional e vários programas trabalhando em paralelo. Já na virtualização você pode ter vários sistemas operacionais trabalhando em paralelo, cada um com vários programas em execução. Cada sistema operacional roda em um “processador virtual” ou “máquina virtual”. Já a tecnologia Hyper-Threading simula dois processadores lógicos em um único processador físico e distribui as tarefas entre eles usando o conceito SMP (multiprocessamento simétrico). Na tecnologia Hyper-Threading os processadores lógicos não podem ser usados separadamente.

Por exemplo, gerentes de TI podem criar uma única compilação com vários sistemas operacionais e diferentes, software e aplicativos legados.
Estendendo-se além de virtualização de ambientes de negócios

Intel VT e tecnologias de virtualização baseada em software também se estendem para o usuário doméstico. Criando virtual "partições" e isolar ambientes de múltiplos usuários, os usuários domésticos podem dedicar recursos para atividades específicas, como jogos de PC, finanças pessoais e bibliotecas de foto e vídeo, ao mesmo tempo melhorar as defesas contra vírus ou spyware.
Se  prestar atenção, a tecnologia de Virtualização usa a mesma ideia do modo Virtual 8086 (V86), que está disponível desde os processadores 386. Com o modo V86 pode-se criar várias máquinas virtuais 8086 para rodar programas baseados no DOS em paralelo. Com a tecnologia VT você pode criar várias máquinas virtuais “completas” para rodar sistemas operacionais em paralelo.

Já é suportado por programas como o VMware provavelmente o mais conhecido dentre eles, KVM (módulo do Linux), e o Xen.
Se existem programas como o VMware que habilitam a virtualização, porque implementar esta tecnologia dentro do processador? A vantagem é que o processador com tecnologia de virtualização possui algumas novas instruções para controlar a virtualização. Com essas instruções, o controle do software (chamado VMM, Virtual Machine Monitor) pode ser mais simples, o que resulta em um maior desempenho se comparado a soluções baseadas apenas em software.
Intel ® VT oferece:
- Gestão dos recursos simplificado aumentar a eficiência da TI.
- Maior confiabilidade e disponibilidade de sistemas de redução de riscos corporativos e em tempo real as perdas de tempo de inatividade.
- Menores custos de aquisição de hardware com maior utilização das máquinas que já temos.

VIRTUALIZAÇÃO DE SERVIDORES
Avanços no desempenho do processador estão transformando a maneira como as organizações de TI utilizar e melhorar a produtividade do centro de dados e eficiência energética.
Intel ® Xeon ® com base na microarquitetura Intel ® Core ™ integrar hardware para virtualização de servidor em todos os componentes chave, incluindo a Intel ® Virtualization Technology (Intel ® VT), ajudando as organizações de TI consolidar mais aplicativos e cargas de trabalho mais pesado em cada servidor para melhorar a flexibilidade, confiabilidade e custo total de propriedade (TCO).